# Озеро Козероги
Озеро Козероги — гидрологический памятник природы общегосударственного значения, расположенный на юге Черниговского района на правом берегу Десны (Черниговская область, Украина). Площадь — 2 га. Находится под контролем Смолинского сельсовета.
Статус памятника природы присвоен Указом Президента Украины от 20.08.1996 № 715/96 для охраны одноименного озера в пойме Десны.
Ближайший населённый пункт — село Козероги Черниговского района Черниговской области Украины, город — Чернигов.